# Wiesław Śpiewak
Wiesław Śpiewak CR (ur. 19 października 1963 w Krakowie) – polski duchowny rzymskokatolicki, zmartwychwstaniec, biskup diecezji Hamilton na Bermudach.

## Życiorys
15 września 1984 złożył pierwsze śluby zakonne w Zgromadzeniu Zmartwychwstania Pana Naszego Jezusa Chrystusa. 19 maja 1990 przyjął święcenia kapłańskie z rąk biskupa Stanisława Smoleńskiego.
W latach 1990–1992 pełnił funkcję wicerektora Niższego Seminarium Duchownego Zmartwychwstańców w Poznaniu. Następnie był jednocześnie sekretarzem prowincjalnym i duszpasterzem powołań (w Warszawie i w Krakowie). Kontynuował studia z teologii duchowości na Papieskim Uniwersytecie Salezjańskim w Rzymie. Od 1996 do 1997 był dyrektorem centrum duszpasterstwa powołań w Mszanie Górnej.
Od 1997 roku wykonywał różne funkcje w kurii generalnej Zmartwychwstańców w Rzymie. Od 1998 do 2014 roku był postulatorem generalnym (odpowiedzialnym za procesy kanonizacyjne). W latach 1998–2003 był proboszczem parafii św. Marii Magdaleny w Capranica Prenestina w podrzymskiej diecezji Palestrina. W latach 2010–2015 był przełożonym polskiej prowincji Zmartwychwstańców pełniąc ten urząd przez dwie kadencje. Od roku 2013 był członkiem zarządu Konferencji Wyższych Przełożonych Zakonów Męskich w Polsce.
13 czerwca 2015 roku papież Franciszek mianował go biskupem diecezji Hamilton na Bermudach. Sakrę biskupią przyjął 1 października 2015.